# Fritz d'Orey
Frederico José Carlos D'Orey Themudo, detto Fritz (San Paolo, 25 marzo 1938 – Cascais, 31 agosto 2020) è stato un pilota automobilistico brasiliano.
D'Orey cominciò a correre nel natio Sudamerica con una Ferrari, per poi trasferirsi in Europa alla guida di una Maserati della scuderia Centro Sud con la quale ebbe un incidente al Gran Premio di Gran Bretagna del 1959. Alla chiusura della squadra ufficiale Maserati passò alla Studio Tecnica Meccanica di Valerio Colotti che faceva correre delle Maserati 250F modificate sotto il nome di Tec-Mec.
Nel 1959 corse al Tour de France in coppia con il pilota italiano Piero Drogo a bordo di una Ferrari 250 GT.
Dopo aver vinto una gara di Formula Junior a Messina nel 1960 fu messo sotto contratto dalla Ferrari per la squadra di vetture sport, fino a un grave incidente durante la classifica di 24 Ore di Le Mans che lo lasciò in ospedale per otto mesi e terminò la sua carriera.